# Ландревиль
Ландреви́ль (фр. Landreville) — коммуна во Франции, находится в регионе Шампань — Арденны. Департамент — Об. Входит в состав кантона Эссуа. Округ коммуны — Труа.
Код INSEE коммуны — 10187.
Коммуна расположена приблизительно в 180 км к юго-востоку от Парижа, в 100 км южнее Шалон-ан-Шампани, в 39 км к востоку от Труа.

## Население
Население коммуны на 2008 год составляло 533 человека.
| 1962 | 1968 | 1975 | 1982 | 1990 | 1999 | 2008 |
| ---- | ---- | ---- | ---- | ---- | ---- | ---- |
| 537  | 541  | 565  | 494  | 534  | 544  | 533  |

## Администрация
| Период | Период | Фамилия        | Партия | Примечания |
| ------ | ------ | -------------- | ------ | ---------- |
| 2001   | 2008   | Франсуа Шоссен |        |            |
| 2008   |        | Дидье Тибо     |        |            |

## Экономика
В 2007 году среди 340 человек в трудоспособном возрасте (15—64 лет) 258 были экономически активными, 82 — неактивными (показатель активности — 75,9 %, в 1999 году было 66,3 %). Из 258 активных работали 228 человек (130 мужчин и 98 женщин), безработных было 30 (13 мужчин и 17 женщин). Среди 82 неактивных 27 человек были учениками или студентами, 25 — пенсионерами, 30 были неактивными по другим причинам.

## Достопримечательности
- Церковь Успения Пресвятой Богородицы (XII век). Памятник истории с 1989 года[3]
- Часовня Сент-Белин
- Фонтан Сент-Белин

## Фотогалерея

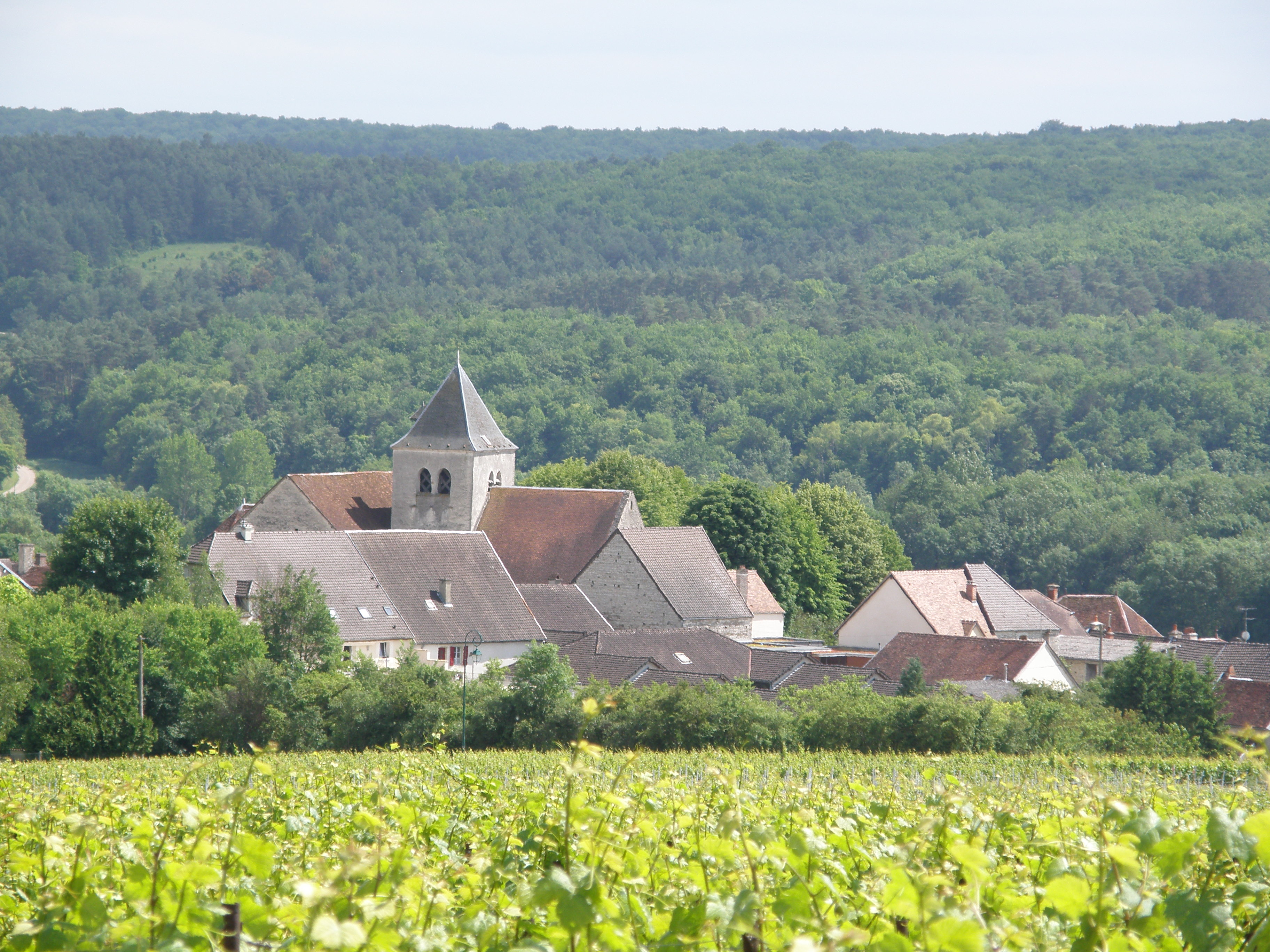
Ландревиль
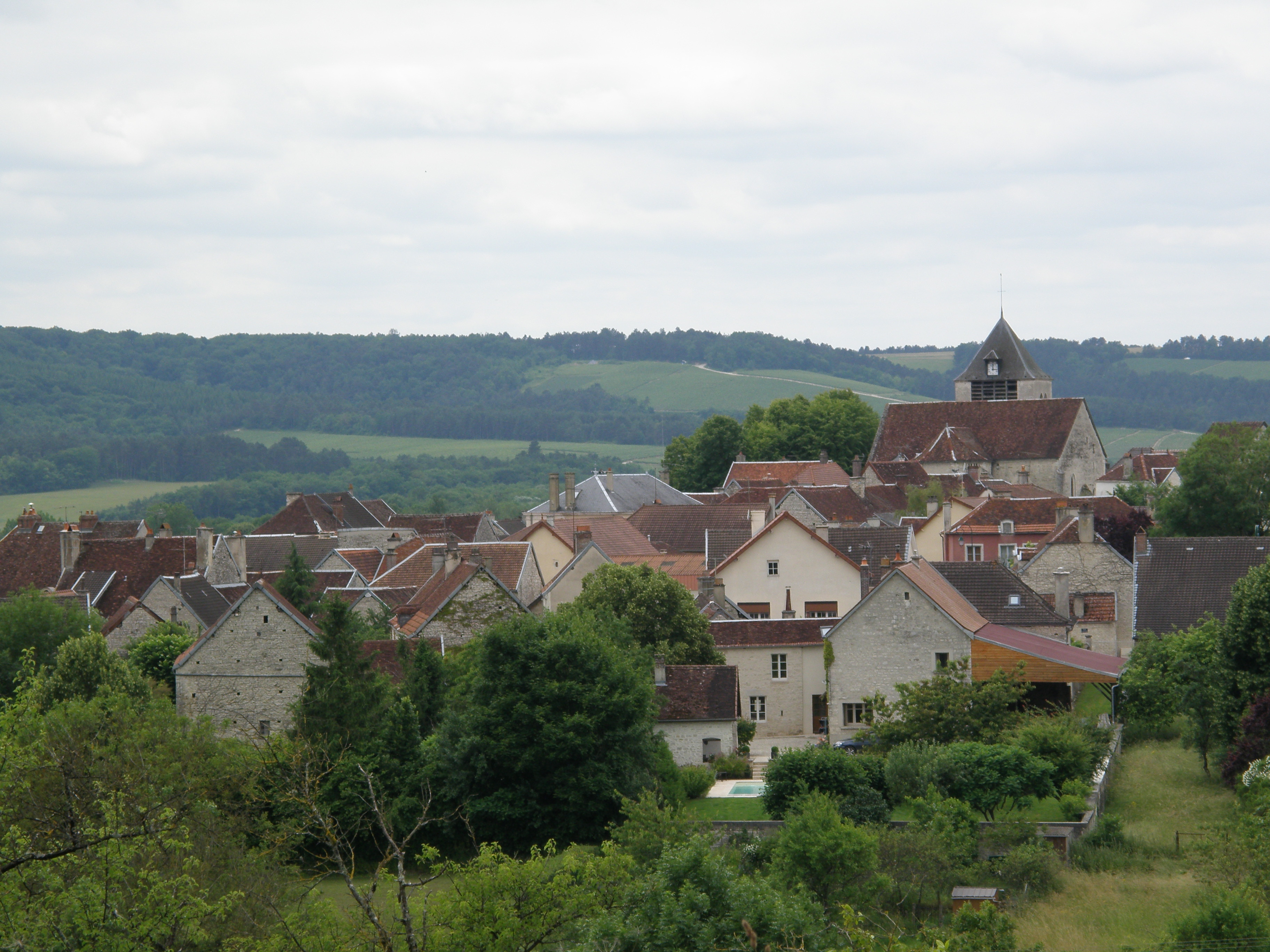
Ландревиль
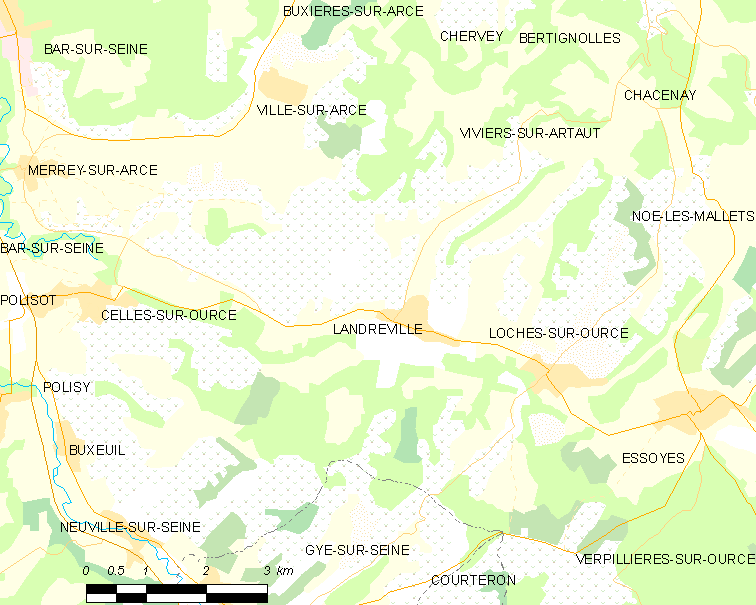
Карта коммуны